# Habilitation universitaire
Pour les articles homonymes, voir Habilitation.
L'habilitation est la plus haute qualification universitaire qu'une personne puisse recevoir dans certains pays, notamment européens. Faisant suite à un doctorat, l'habilitation exige du candidat la rédaction d'une deuxième thèse, soutenue devant un jury qui peut être analogue à celui du doctorat. Aux États-Unis, au Royaume-Uni et dans d'autres pays influencés par le modèle anglo-saxon, le doctorat est suffisant pour enseigner à l'université et diriger des thèses. Dans plusieurs pays, dont la France, le doctorat permet d'accéder à un poste d'enseignant-chercheur (ou enseignante-chercheuse) à l'université, mais l'habilitation est demandée pour diriger des recherches de doctorat ou devenir professeur ou professeure. En Allemagne, l'obtention d'une habilitation permet d'enseigner comme Privatdozent.
L'habilitation existe en France depuis 1984 sous le nom d'habilitation à diriger des recherches. Elle existe également en Autriche, en Suisse, en Suède, en Bulgarie, en Pologne, en République tchèque, en Roumanie, en Slovaquie, en Estonie, en Hongrie, et dans des pays de l'ancienne URSS comme l'Arménie, la Moldavie, la Russie, l'Ukraine, ainsi que dans des pays africains comme l'Algérie, le Maroc, la Tunisie etc. Une qualification similaire, nommée livre-docência, existe également dans les universités de São Paulo[Lesquelles ?], mais ne s'est pas conservée dans les autres régions du Brésil. L'habilitation, développée au XVIIIe siècle, vient du latin habilitare, « rendre capable de ».

## Algérie
L'habilitation universitaire est instaurée en 1988 en Algérie (décret exécutif 98-254 du 17 août 1998 relatif à la formation doctorale, à la post-graduation spécialisée et à l'habilitation universitaire). Elle se substitue au doctorat d’État, et permet à son titulaire d'accéder au grade de Maître de conférences classe "A" ou à celui de maître de recherche classe "A". Les enseignants habilités sont les seuls aptes à diriger des thèses de doctorat ou des équipes de recherches.

## Allemagne
Le terme d'habilitation peut être utilisé pour parler de la qualification en elle-même, du processus pour l'obtenir, ou, de façon élargie, de la thèse écrite en vue de son obtention (appelée Habilitationsschrift en Allemagne). En Allemagne, une habilitation réussie donne au candidat (dit Habilitand) l'autorisation de venia legendi, qui signifie en latin « permission de donner un cours », ou bien celui de ius docendi, donnant un « droit d'enseigner » un sujet universitaire précis valable tout au long de sa carrière. Le statut ainsi accordé est celui de Privatdozent ou Privatdozentin (selon que c'est un homme ou une femme), dont l'abréviation est PD ou Priv.-Doz.

## Belgique
En Belgique, l'Université catholique de Louvain propose, pour les porteurs d'un doctorat en théologie issus de cette institution, la possibilité d'obtenir le titre de Sacrae Theologiae Magister (STM). Le candidat doit, devant un jury international présidé par le recteur, soutenir une thèse originale et publiée sous forme d'ouvrage édité, ainsi qu'une série de 7 thèses annexes, représentatives d'un plus grand nombre possible de courants et d'époques de pensées différents. Les porteurs d'un Doctorat en philosophie de la même institution peuvent obtenir le grade de Maître-Agrégé de l'École Saint-Thomas d'Aquin, nécessitant la rédaction de 50 thèses annexes en plus de la thèse originale, également publiées sous forme de courtes assertions regroupées au sein d'un ouvrage édité. Elles doivent nécessairement couvrir l'ensemble des périodes de l'Histoire de la Philosophie et refléter une réflexion thématique la plus large possible (morale, anthropologie, épistémologie, cosmologie, métaphysique, ...)

## France
En France, l'habilitation à diriger des recherches (HDR) « sanctionne la reconnaissance du haut niveau scientifique du candidat, du caractère original de sa démarche dans un domaine de la science, de son aptitude à maîtriser une stratégie de recherche dans un domaine scientifique ou technologique suffisamment large et de sa capacité à encadrer de jeunes chercheurs ». Elle est créée en 1984 par la loi Savary en remplacement du doctorat d'État. Elle est demandée pour encadrer des doctorats, bien qu'elle demande en général une expérience d'encadrement de doctorats pour être soutenue.

## Italie
En Italie, l'Abilitazione Scientifica Nazionale est nécessaire pour devenir professeur titulaire.